# Michelsbach, Ahbach und Aulbach mit Nebenbächen
Koordinaten: 50° 23′ 21″ N, 6° 45′ 7″ O
Das Naturschutzgebiet Michelsbach, Ahbach und Aulbach mit Nebenbächen liegt auf dem Gebiet der Gemeinde Blankenheim (Ahr) im Kreis Euskirchen in Nordrhein-Westfalen.
Das aus acht Teilflächen bestehende Gebiet erstreckt sich südöstlich des Kernortes Blankenheim und östlich des Blankenheimer Ortsteils Dollendorf. Hindurch verläuft die Bundesstraße 258 und fließt die Ahr. Westlich verläuft die Landesstraße 115.
Das Naturschutzgebiet ist Teil des EU-Vogelschutzgebiets „Ahrgebirge“.

## Bedeutung
Für Blankenheim ist seit 2003 ein 364,60 Hektar großes Gebiet unter der Kenn-Nummer EU-096 als Naturschutzgebiet ausgewiesen. Die Unterschutzstellung erfolgt insbesondere wegen der Bedeutung eines großen Teils des Gebietes für die Errichtung eines zusammenhängenden ökologischen Netzes besonderer Schutzgebiete in Europa.